# Sebastian Wimmer (Fußballspieler)
Sebastian Wimmer (* 15. Jänner 1994 in Wels) ist ein österreichischer Fußballspieler.

## Karriere

### Verein
Wimmer begann seine Karriere beim SK Bad Wimsbach 1933. 2008 kam er in die AKA Linz. 2011 wechselte er zum Zweitligisten LASK. Nachdem er zunächst für die Amateurmannschaft der Linzer in der Regionalliga gespielt hatte, debütierte er im April 2012 für die Profis in der zweiten Liga, als er am 30. Spieltag der Saison 2011/12 gegen den FC Blau-Weiß Linz in der Startelf stand.
Nachdem der LASK zwangsweise in die Regionalliga abgestiegen war, wechselte Wimmer im Sommer 2012 zum Bundesligisten FK Austria Wien. In der Saison 2012/13 absolvierte er allerdings nur Spiele für die drittklassige Amateurmannschaft der Wiener. Im August 2013 wechselte er leihweise zum Zweitligisten SC-ESV Parndorf 1919. Mit Parndorf verlor er allerdings die Abstiegsrelegation gegen den LASK und musste in die Regionalliga absteigen.
Zur Saison 2014/15 wurde Wimmer erneut an einen Zweitligisten verliehen, diesmal an den SV Horn. In der Winterpause jener Saison wurde er an den Bundesligisten SC Wiener Neustadt weiterverliehen. Sein Debüt in der Bundesliga gab er im April 2015, als er am 28. Spieltag gegen die SV Ried in der Startelf stand. Mit den Niederösterreichern musste er zu Saisonende in die zweite Liga absteigen.
Im Sommer 2015 wechselte er nach Deutschland zur viertklassigen Zweitmannschaft des VfL Wolfsburg. Mit der Zweitmannschaft der „Wölfe“ gewann er in der Saison 2015/16 die Meisterschaft der Regionalliga Nord, man verpasste allerdings im Aufstiegsplayoff gegen den SSV Jahn Regensburg den Aufstieg in die 3. Liga.
Im Juli 2017 wechselte Wimmer zum Drittligisten SC Paderborn 07, bei dem er einen bis Juni 2019 gültigen Vertrag erhielt. Mit Paderborn stieg er in der Saison 2017/18 in die 2. Bundesliga auf. Im August 2018 löste er seinen Vertrag beim Verein auf und wechselte zum Regionalligisten FC Viktoria Köln. Mit Viktoria Köln wurde Wimmer Meister der Regionalliga West und stieg in die 3. Liga auf.
Im August 2019 wechselte er ohne einen weiteren Einsatz zum Ligakonkurrenten FSV Zwickau, bei dem er einen bis Juni 2020 laufenden Vertrag erhielt. Bis zur durch die COVID-19-Pandemie bedingten Saisonunterbrechung kam Wimmer zu acht Einsätzen für Zwickau. Nachdem Zwickau seine Spieler in Kurzarbeit schickte, ging er juristisch gegen das Vorhaben seines Vereins vor. Zudem erschien er nicht mehr zum Training. Daraufhin zählte er nicht mehr zum Kader des Vereins und sein Vertrag wurde nach Auslaufen nicht mehr verlängert.
Zur Saison 2020/21 kehrte er nach Österreich zurück und wechselte zum Zweitligisten FC Juniors OÖ, bei dem er einen bis Juni 2022 laufenden Vertrag erhielt. Für die Juniors kam er insgesamt zu 31 Zweitligaeinsätzen. Nach der Saison 2021/22 zog sich das Team aus der 2. Liga zurück, woraufhin Wimmer in den Kader des nun drittklassigen Nachfolgers LASK Amateure OÖ rückte. In der Regionalliga kam er dann zu 48 Einsätzen, in denen er 14 Tore erzielte.
Zur Saison 2024/25 wechselte Wimmer zum Zweitligisten SKU Amstetten.

### Nationalmannschaft
Wimmer spielte 2009 erstmals für eine österreichische Jugendnationalauswahl. Im Oktober 2014 spielte er erstmals für die U21-Nationalmannschaft, als er in einem Testspiel gegen die DR Kongo über die volle Spielzeit am Feld stand.

## Trainerausbildung
Wimmer, der nach dem Karriereende als Aktiver eine Trainerlaufbahn fokussiert, ist seit Juni 2022 im Besitz der ÖFB-D-Trainerlizenz. Im Mai 2023 folgte die UEFA-C-Lizenz, gefolgt von der UEFA-B-Lizenz im April 2024. Seit diesem Jahr ist er nicht nur als Spieler des SKU Amstetten tätig, sondern fungiert dort auch als Individualtrainer.

## Persönliches
Sein Vater Hubert (* 1962) war ebenfalls Fußballspieler und hütete für Wels und den LASK in der Bundesliga das Tor.